# Кента
„Кента“ е българско акционерно дружество, собственик на завода за каросерии „Кента“ в гр. Омуртаг, област Търговище.

## История
През март 1962 г. в гр. Омуртаг е създаден авторемонтният завод „Кента“ с основна дейност ремонт и поддръжка на чехословашките камиони „Шкода“ и „Прага“. През 1965 г. в предприятието започва ремонт на разни видове автобуси, като освен това там се изработват метални контейнери за железопътни вагони. От 1986 г. произвежда собствени автобуси, чиято каросерия е базирана на модели „Чавдар“.
През март 1993 г. е създадено акционерното дружество „Кента“. По онова време има персонал от 203 служители. В края на 1990-те години броят на акционерите нараства на 988 физически и 2 юридически лица. Оттогава стават известни автобусите с марка „Кента“, които с течение на времето скъсват с характерния външен вид на „Чавдар“ и днес се отличават с напълно актуален и специфичен дизайн.

## Съвремие
Понастоящем предприятието е разположено на площ от 198 000 m². Състои се от 5 цеха, заемащи общо 33 000 m². След драстичното намаляване на производството в „Чавдар“ и окончателното ликвидиране на завода през 1999 г. „Кента“ АД остава единственият производител на автобуси в България.
Сред актуалните модели на компанията е представеният през 2001 г. автобус „Кента 11М4Г“, който е снабден с механична платформа за инвалидна количка. Той е с привлекателен, изцяло български дизайн и се предлага с двигател Raba-MAN D2156 HM6, който позволява мощност от 215 к. с. Автобусът е с независимо пневматично окачване и хидро-сервоусилвател на кормилното управление.
Към 2020 г. основната дейност на фирма „Кента“ е производството на пълната гама контейнери за разделно събиране на отпадъци, автобусни превози и производство на детайли от стъклопласт за автобуси, тролейбуси и трамваи.